# Авельянеда, Николас
Николас Авельяне́да (Николас-Ремихио-Аурелио Авельянеда Сильва, исп. Nicolás Remigio Aurelio Avellaneda Silva; 1 октября 1837, Сан-Мигель-де-Тукуман — 25 ноября 1885, умер в открытом море) — государственный деятель Аргентинской Республики, самый молодой избранный президент в истории Аргентины.

## Биография
Николас был сыном Марко Мануэля Авельянеды и Долорес Сильва-и-Забалеты (Dolores de Silva y Zavaleta). Марко Мануэль принадлежал к партии унитаристов. В 1841 г. он принял участие в мятеже против генерал-капитана Буэнос-Айреса, федералиста Хуана-Мануэля Росаса; попал в плен к федералисту Орибе — и был казнён. Вдова Долорес с сыном Николасом эмигрировала в Боливию. В этой стране и прошли детские годы Николаса Авельянеды. В Аргентину он вернулся после свержения Росаса. Изучал право в Кордове и Буэнос-Айресе. Сотрудничал в журнале «El Comercio del Plata» (основанном Флоренсио Варелой). В 1859—1861 гг. редактировал «El Nacional». С 1860 года неоднократно избирался в законодательное собрание. В 1861 году занял кафедру политической экономии Университета Буэнос-Айреса.
При вступлении в должность президента Сармьенто в 1868 году, Авельянеда занял посты министра юстиции, духовных дел и народного просвещения. Под его управлении вся система образования получила новое развитие. Когда срок президентства Сармьенто приближался к концу, республиканцы выдвинули кандидатуру Авельянеды в президенты на срок 1874—1878 годов. 6 августа 1874 года он был провозглашён президентом Аргентины. В октябре 1874 года экс-президент Бартоломе Митре (унитарист, прежний соратник Сармьенто) развернул войска против Авельянеды. Однако, генералу и будущему президенту Хулио Рока удалось защитить права Авельянеды, быстро и решительно подавив мятеж Бартоломе Митре. Авельянеда вступил в президентскую должность 12 октября, и занимал этот пост вплоть до 12 октября 1880 года. В 1875 году Авельянеда амнистировал своих политических противников: от унитариста Митре до федералиста Хосе-Рафаэля Эрнандеса включительно…

В конце своего президентства (1879 год) Авельянеда, руководствуясь геополитическими идеями Адольфо Альсины, открыл кампанию Завоевания пустыни, а именно — Центральной Пампы, которой до этого распоряжались индейские племена. Военные действия, которыми руководил генерал Хулио Рока, сопровождались целым рядом жестокостей. 
Истребительная война против индейцев,  которую вёл Рока, закончилась в 1883 году. Началась широкая колонизация Пампы. Офицеры-участники войны - получили крупные земельные наделы.
 — писал швед Артур Лундквист.
Умер экс-президент в открытом море, возвращаясь из Европы. Похоронен на кладбище Реколета в Буэнос-Айресе. В честь Николаса Авельянеды назван город Авельянеда.